# Vološka
Vološka nebo Voložka (rusky Волошка, Воложка) je řeka v Archangelské oblasti v Rusku. Je dlouhá 260 km. Plocha povodí měří 7100 km².

## Průběh toku
Tok řeky je peřejnatý. Ústí zprava do Oněgy.

## Vodní režim
Zdrojem vody jsou sněhové a dešťové srážky. Průměrný roční průtok vody u sídla Toropovskaja činí 71,7 m³/s. Zamrzá v polovině listopadu a rozmrzá na konci dubna.

## Využití
Je splavná pro vodáky.